# Sylvanas Ventolesto
Dama Sylvanas Ventolesto (Lady Sylvanas Windrunner) è un personaggio immaginario dell'universo di Warcraft, creato da Blizzard Entertainment.
Introdotta come personaggio secondario in Warcraft III: Reign of Chaos, viene ripresa con un ruolo decisamente maggiore nella sua espansione The Frozen Throne, nonché in World of Warcraft e in tutte le sue espansioni. Al di fuori dei videogiochi, Sylvanas è un personaggio maggiore del romanzo Arthas - L'ascesa del Re dei Lich di Christie Golden, e appare brevemente anche in La discesa delle tenebre di Aaron Rosenberg, Oltre il Portale Oscuro di Rosenberg e Golden, Jaina Marefiero - Venti di guerra di Golden e Grantempesta di Richard A. Knaak; per quanto riguarda le storie brevi, è la protagonista di Sylvanas Ventolesto: Ai confini della notte, di Dave Kosak, e appare anche in Lor'themar Theron: All'ombra del sole, di Sarah Pine. Conta numerose apparizioni minori anche nel restante materiale della serie, ed è un personaggio giocabile nel videogioco Heroes of the Storm.
Sylvanas è la regina-banshee dei Reietti, i non morti liberi dall'influenza del Re dei Lich, e una dei principali leader dell'Orda.
Dopo la morte di Vol'jin per mano della Legione Infuocata, Sylvanas viene nominata capoguerra dell'Orda.

## Storia
Sylvanas era un membro dei Ventolesto, una famiglia molto prestigiosa nella società degli alti elfi. Aveva una sorella maggiore, Alleria, una minore, Vereesa, e almeno tre fratelli maschi, uno dei quali si chiamava Lirath. I Ventolesto vivevano al Pinnacolo di Ventolesto nelle foreste di Quel'Thalas, nella zona che sarebbe poi divenuta le Terre Spettrali. Come tutte le sue sorelle, Sylvanas era molto dotata come ranger, e già prima di compiere vent'anni era la più promettente della famiglia: entrò a far parte del corpo dei ranger e ne divenne tempo dopo il capo, raggiungendo il rango di generale dei ranger di Lunargenta, ovvero capo militare di tutte le forze degli alti elfi.
Come caporanger, combatté contro l'Orda quando questa raggiunse Quel'Thalas e cominciò a bruciarne i boschi, e rimase a difendere la sua terra anche dopo l'arrivo delle forze dell'Alleanza guidate da Turalyon, e dopo che l'Orda fece rotta verso la capitale di Lordaeron. In questa invasione, sebbene breve, persero la vita suo fratello Lirath e diversi cugini, zii, zie e nipoti.

### Terza Guerra e trasformazione in banshee
(Sylvanas ad Arthas, poco prima di essere tramutata da lui in banshee)
Dopo la Seconda Guerra, Quel'Thalas lasciò l'Alleanza; per quattordici anni, Sylvanas e le sue forze rimasero a vegliare sulle terre degli alti elfi. Quando Lordaeron cadde sotto il Flagello dei non morti, le prime voci al riguardo misero in allerta Sylvanas: come aveva temuto, le orde non morte giunsero di lì a poco ai cancelli di Quel'Thalas, portando la Terza Guerra nel regno degli alti elfi; Sylvanas e le sue forze combatterono valorosamente, ma la forza soverchiante del Flagello, e il tradimento di Dar'Khan Drathir, causarono infine la sua sconfitta.
Sylvanas venne battuta in combattimento dallo stesso Arthas, dal quale pretese una morte rapida. Arthas, invece, per rappresaglia riguardo a tutti gli ostacoli che Sylvanas gli aveva messo davanti, la uccise e trasformò il suo spirito in una banshee, soggiogata al suo volere.
Non è ben chiaro su come ciò sia avvenuto, poiché le fonti in proposito si contraddicono: Warcraft III: Reign of Chaos e Arthas - L'ascesa del Re dei Lich riportano la versione secondo la quale Arthas la mutò in banshee lì dove l'aveva uccisa; invece, Il Pozzo dell'Eternità e Sunwell: la trilogia riportano che Arthas la fece condurre in un tempio che si era fatto costruire, la torturò, la uccise e poi la fece ritornare come banshee. La storia ufficiale che venne diffusa dagli alti elfi in seguito, invece, era che Sylvanas cadde eroicamente combattendo il Flagello nella difesa della sua amata Quel'Thalas, ed il suo corpo fu ridotto in cenere quando i non morti devastarono la capitale.
Sebbene la sua mente fosse ancora intatta e libera, Sylvanas era completamente piegata al volere di Arthas, che poteva costringerla ad agire a suo piacimento; il suo corpo venne raccolto da Arthas e portato trionfalmente a Lunargenta, perché fosse visto dalla popolazione. Sotto la direzione del cavaliere della morte, Sylvanas prese parte alla caduta di Lunargenta stessa e alla morte di re Anasterian Solealto. Visto l'aiuto che la nolente Sylvanas riusciva a dargli in battaglia, Arthas trasformò diverse altre alte elfe in banshee dopo di lei. Nella caduta di Quel'Thalas perirono anche altri membri della sua famiglia, tra cui i genitori, due fratelli e uno zio, come suo nonno, superstite, avrebbe poi testimoniato alla sorella minore di Sylvanas, Vereesa.

### La liberazione dal Re dei Lich
(Sylvanas ad Arthas, quando questi cade nella sua trappola.)
Sylvanas fu costretta a servire Arthas durante tutta la sua campagna di distruzione a Lordaeron; ad un certo punto dopo la fine della Terza Guerra, a causa di un incantesimo lanciato da Illidan, il Re dei Lich cominciò a perdere il controllo su un numero sempre maggiore di non morti, inclusa Sylvanas. Ben attenta a non farlo scoprire ad Arthas, la banshee strinse un patto con Detheroc, Balnazzar e Varimathras, i tre fratelli nathrezim che la Legione aveva posto a guardia del Flagello e che Arthas aveva scacciato. Mentre loro prendevano il controllo dei non morti liberi dal Re dei Lich, dando il via a una vera e propria guerra civile tra i non morti, Sylvanas riuscì a recuperare il suo corpo (che Arthas aveva nascosto) e tese una trappola al cavalieri della morte; riuscì quasi ad ucciderlo, ma il suo piano venne mandato in fumo da Kel'Thuzad, giunto in soccorso del suo signore.

### La nascita dei Reietti
(Sylvanas, formando i Reietti)
Arthas partì per Nordania per soccorrere il Re dei Lich, lasciando Kel'Thuzad a guardia delle sue terre. Oltre a doversela vedere con il lich e le sue forze, Sylvanas entrò in conflitto anche con i nathrezim, ai quali rifiutava di sottomettersi. Per riuscire a sopravvivere, quindi, lei e le sue sorelle banshee cominciarono a formarsi un'armata prendendo il controllo di diverse forze minori di Lordaeron (gli ogre del clan Sfasciacresta, un clan di banditi, una tribù di murloc e una di gnoll), grazie alle banshee che presero il controllo mentale dei loro capi. Con questo eterogeneo esercito, Sylvanas riuscì a sconfiggere il primo dei tre nathrezim, Varimathras: questi la implorò di risparmiargli la vita, dicendole che conosceva le tattiche dei suoi fratelli. Pur sapendo che una creatura del genere era insidiosa e bugiarda, Sylvanas lo accettò al suo servizio e si diressero contro Detheroc.
Detheroc aveva il controllo mentale sulle forze dell'Alleanza che si erano raggruppate sotto il Gran Maresciallo Garithos. Riuscita a bloccare le forze dell'Alleanza, Sylvanas riuscì a raggiungere Detheroc, uccidendolo senza troppi problemi. Con la morte del nathrezim, Garithos e i suoi furono liberati dal controllo mentale e Sylvanas - nonostante lo trovasse sciocco e arrogante - decise di usare anche lui: promise, mentendo, che se Garithos l'avesse aiutata ad uccidere anche Balnazzar lei gli avrebbe lasciato la Capitale.
Garithos e i suoi quindi attaccarono la città da dietro mentre Sylvanas e Varimathras la assediavano dal davanti. Le forze di Balnazzar cedettero sotto il duplice attacco, e quando solo lui rimase vivo Sylvanas costrinse Varimathras a ucciderlo di persona (morte che i due fratelli riuscirono efficacemente a simulare); poco dopo, Sylvanas ordinò a Varimathras di uccidere anche Garithos. Con tutti i nemici annientati, Sylvanas si proclamò regina di tutti i non morti liberi dal volere del Re dei Lich, e li chiamò Reietti, quindi prese il controllo del trono di Lordaeron.
Poco dopo questi eventi, Sylvanas fece brevemente ritorno a Quel'Thalas, dove finì per incontrare Dar'Khan, che stava manipolando Anveena Teague, l'avatar del Pozzo Solare, per ottenerne i poteri. Tentò di ucciderlo, ma venne messa fuori gioco da Korialstrasz, caduto sotto il controllo di Dar'Khan. Sconfitto Dar'Khan, s'impegnò a mantenere il segreto sulla reale identità di Anveena, per impedire che Arthas potesse venirne a conoscenza e cercare di impossessarsene.

### L'entrata nell'Orda
(Sylvanas, ricattando Lor'themar Theron)
Stabilita la capitale del suo neonato regno a Sepulcra, Sylvanas cominciò a cercare degli alleati - sebbene opposti al Flagello, i Reietti erano comunque perseguitati dagli umani, che odiavano tutti i non morti, senza distinzioni. Sylvanas inviò così emissari a numerose fazioni, trovando appoggio presso i tauren: Hamuul Totem Runico, pur conoscendo la loro natura, credeva infatti nella possibilità di redimere i Reietti. Anche Magatha Totem Truce sostenne convintamente questa tesi, anche se in realtà era perché li riteneva più disposti a collaborare ai suoi piani. Essi riuscirono quindi a convincere Thrall, capoguerra dell'Orda, a stringere un'alleanza di convenienza con i Reietti: in tal modo, per Sylvanas si avvicinava sempre di più la possibilità di distruggere il Re dei Lich, e l'Orda aveva ottenuto un punto strategico fondamentale nei Regni Orientali. Da dopo l'entrata nell'Orda, sotto ordine di Sylvanas, l'Ordine Reale degli Speziali cominciò a sviluppare una nuova forma di piaga della non morte, letale sia per i non morti che per i viventi.
In questo periodo, Sylvanas cominciò a offrire assistenza agli elfi del sangue i quali, rigettati dall'Alleanza, avevano seri problemi con le forze del Flagello a sud, nelle Terre Infette. Sebbene inizialmente rifiutate, gli elfi infine cedettero alle sue proposte, e Sylvanas inviò le sue truppe nelle Terre Spettrali, costituendo l'organizzazione dei Tranquillien per distruggere definitivamente Dar'Khan, che controllava il Flagello nella zona. Nel contempo, cominciò a insistere con Thrall perché gli elfi del sangue fossero accettati nell'Orda, cosa che avvenne dopo la morte di Dar'Khan.
Più avanti, quando il Flagello tornò ad estendere la sua influenza su Kalimdor e i Regni Orientali, Sylvanas, accompagnata dal Gran Speziale Putress, si recò ad un concilio a Orgrimmar con Thrall, Varok Faucisaure e Garrosh Malogrido; esso venne interrotto dal Flagello, che attaccò Orgrimmar in forze, e Sylvanas aiutò a difendere la città. Immediatamente dopo, fatto ritorno a Lordaeron, si recò a Lunargenta, chiedendo a Lor'themar Theron di supportare la spedizione dell'Orda a Nordania con delle truppe di elfi del sangue. All'iniziale rifiuto del Reggente, Sylvanas lo ricattò, minacciando di ritirare le sue truppe dal confine con le Terre Infette, costringendo Lor'themar ad accettare.

### La battaglia per Sepulcra
Mentre le forze combinate dell'Orda e dell'Alleanza cominciavano il loro assalto ad Angrathar, il Cancello dell'Ira (uno dei portali d'accesso alla roccaforte del Re dei Lich a Nordania), Putress bombardò il campo di battaglia con la nuova piaga della non morte, sterminando tanto il Flagello quanto l'Orda e l'Alleanza. Contemporaneamente, un colpo di Stato avvenne a Sepulcra: Varimathras, mettendo in atto il piano che elaborava sin da quando si era sottomesso a lei, tradì Sylvanas, evocando orde di demoni nella città e massacrandone la maggior parte della popolazione; riuscì quasi a uccidere la stessa Sylvanas, che si salvò per il rotto della cuffia, evacuando con la sua popolazione ad Orgrimmar.
Determinati a non tollerare un affronto simile, Thrall e Sylvanas lanciarono il contrattacco, dando il via alla Battaglia per Sepulcra, marciando in forze sulla città sconfiggendo Varimathras nella sala del trono: nello stesso momento, anche le forze dell'Alleanza, guidate da Varian Wrynn e Jaina Marefiero, s'infiltrarono nella città passando per i canali e uccidendo Putress (sotto Angrathar era morto un grande condottiero dell'Alleanza, Bolvar Domadraghi). I due schieramenti s'incontrarono nella sala del trono, dove Varian dichiarò ufficialmente guerra all'Orda; subito dopo Jaina teletrasportò via le forze dell'Alleanza, evitando lo scontro. La città ritornò sotto il controllo dell'Orda, e da Orgrimmar venne inviato un contingente di Kor'kron per sorvegliarla: ufficialmente era per proteggere maggiormente la città, mentre in realtà l'obiettivo principale era quello di tenere d'occhio Sylvanas e i Reietti.

### La caduta del Re dei Lich
(Sylvanas, dopo che le viene confermata la morte del Re dei Lich)
Nonostante ciò, Sylvanas continuò a supportare fermamente gli sforzi dell'Orda a Nordania, recandosi anche personalmente a Corona di Ghiaccio. Alla guida di un manipolo di eroi dell'Orda, la Regina-Banshee si recò ad affrontare il Re dei Lich nelle Sale dei Riflessi, ma fu costretta a ordinare la ritirata, essendo Arthas troppo forte per lei. Egli venne sconfitto poco tempo dopo da un altro gruppo di avventurieri, stavolta guidato da Tirion Fordring.
Con la morte del Re dei Lich, Sylvanas era priva dello scopo che aveva perseguito per tutta la sua non-vita. Salita al Trono Ghiacciato, scoprì con rabbia che il Re dei Lich era stato sostituito con un altro (Bolvar Domadraghi). Dopodiché, decise di porre fine alla sua esistenza, gettandosi dall'alto della cittadella per andare a sfracellarsi sulle aguzze punte di saronite che si stagliavano in basso. Alla sua morte, nove val'kyr, che un tempo avevano servito il Re dei Lich, le mostrarono la futura distruzione a cui i Reietti sarebbero andati incontro, se fossero stati privati della sua guida, e vide anche che, oltre la morte, la attendeva solo un destino di oscurità, agonia e disperazione infinite. Le val'kyr la sottrassero a tale limbo, affermando che il nuovo Re dei Lich le teneva confinate a Corona di Ghiaccio, e che desideravano la libertà, che potevano ottenere solo sotto la sua guida: Sylvanas accettò quindi di ritornare in vita, e una delle val'kyr, Annhylde, si sacrificò prendendo il suo posto. Si conosce il nome di quattro delle val'kyr restanti (Agatha, Arthura, Aradne e Daschla), mentre è ignota qualsiasi informazione sulle ultime quattro. Se prima Sylvanas aveva considerato i Reietti poco più di uno strumento, da quel momento essi diventarono il suo inestimabile baluardo contro il terribile destino che l'attendeva oltre la morte; la regina-banshee si concentrò quindi sull'ottenere il totale dominio su Lordaeron.

### La conquista di Lordaeron
Sylvanas cominciò a usare le val'kyr che si erano unite a lei per far risorgere come non morti tutti i caduti dell'Alleanza sui quali i Reietti riuscivano a mettere le mani, aumentando così il numero dei Reietti stessi (pratica però fortemente contrastata dal nuovo capo dell'Orda, Garrosh Malogrido).
Dopo la sconfitta del Re dei Lich, su ordine di Garrosh Malogrido, Sylvanas e i Reietti cominciarono la campagna per la conquista di Lordaeron. Come primo passo, pressoché in concomitanza con il Cataclisma, i Reietti misero sotto assedio il regno di Gilneas; oltre alla conquista di questo nuovo avamposto per l'Orda, Sylvanas aveva anche appreso, grazie a Ralaar Fangfire, della presenza della Falce di Elune a Gilneas, e intendeva prendere per sé l'artefatto. Grazie al Culto dei Lupi di Ralaar, i Reietti, guidati dalla stessa Sylvanas, conquistarono la Città di Gilneas, ma vennero respinti quando i gilneani riuscirono a prendere il controllo sulla maledizione degli worgen che lo stesso Culto dei Lupi aveva diffuso. Durante uno scontro con il re di Gilneas Genn Mantogrigio, Sylvanas scoccò una freccia che colpì il principe Liam - messosi in mezzo - uccidendolo. Nonostante l'esplicito divieto di Garrosh, Sylvanas intendeva usare la nuova piaga per riprendere il controllo della città, informazione che, giunta alle orecchie di Mantogrigio, provocò la decisione di evacuare la capitale. I Reietti riottennero il controllo su Gilneas, perdendolo nuovamente dopo che l'Alleanza inviò la settima legione a supporto dei gilneani. Mentre il campo di battaglia si spostava a Pinargento, Sylvanas fece ritornare in vita Ser Vincent Godfrey, un ex alleato di Mantogrigio che disprezzava gli worgen, per avvalersi delle sue conoscenze su Gilneas, e fece rapire Lorna, la figlia di Darius Crowley, uno dei leader delle forze dell'Alleanza a Gilneas. In cambio di Lorna, Darius abbandonò il campo, mettendo sostanzialmente la vittoria in mano all'Orda. Immediatamente dopo, Sylvanas venne tradita da Godfrey, che la uccise sparandole; messi in fuga i traditori, Sylvanas venne resuscitata dalle val'kyr Agatha, Daschla e Arthura, che si sacrificarono nel processo.
Proseguendo nella conquista di Lordaeron, Sylvanas ordinò che la città di Riva del Sud venisse bombardata con la nuova piaga, sterminandone gli abitanti e ottenendo il controllo su quasi tutte le Alture di Colletorto; negli Altopiani d'Arathi, ordinò la resurrezione come Reietto di Galen Cacciatroll, il defunto principe di Stromgarde. Camuffata da normale Reietta (col nome di Lindsay Corvosole), la regina-banshee sovrintese lo svolgersi della battaglia di Andorhal, nelle Terre Infette Occidentali, che era contesa tra i Reietti e l'Alleanza; durante gli scontri venne uccisa una delle val'kyr di Sylvanas, Aradne. Vinta la battaglia e ottenuto il controllo su Andorhal, Sylvanas fece portare a Sepulcra il cavaliere della morte Koltira Plasmamorte, "colpevole" di essere amico del cavaliere della morte dell'Alleanza Thassarian, per ridurlo all'obbedienza.

### Durante la guerra aperta contro l'Alleanza
Dopo che Garrosh Malogrido diede il via alla sua campagna per eliminare l'Alleanza, Sylvanas, assieme agli altri leader dell'Orda, partecipò ad un comizio ad Orgrimmar, durante il quale Garrosh li informò che l'Orda avrebbe conquistato tutta Kalimdor, cominciando con la distruzione della Fortezza dei Custodi del Nord e di Theramore. Quando l'offensiva iniziò, Sylvanas non si presentò di persona, inviando in sua vece il capitano Frandis Farley.
Come gli altri leader dell'Orda, Sylvanas decise di supportare la ribellione dei Lanciascura per destituire Garrosh dalla sua carica di capo dell'Orda; durante l'assedio di Orgrimmar, le forze dei Reietti e degli elfi del sangue arrivarono via mare, e assieme a Lor'themar Theron e Aethas, Sylvanas partecipò alla battaglia contro il proto-drago Galakras.

### Ascesa al potere e capoguerra dell'Orda
In seguito al ritorno della Legione Infuocata su Azeroth, Sylvanas, come tutti i membri dell'Orda, si recò alle Isole Disperse dove la Legione aveva iniziato la sua avanzata. Durante la battaglia per la Riva Dispersa lottò al fianco del battaglione di Varian Wrynn, fornendo supporto con Le sue guardaboschi. Purtroppo, durante la battaglia, i demoni aprirono un portale dietro i guerrieri dell'Orda e il capoguerra Vol'jin venne ferito mortalmente e fu proprio Sylvanas a soccorrerlo e a suonare la ritirata dell'Orda dalle Isole Disperse.
In seguito, Vol'jin, in fin di vita, convocò personalmente Sylvanas confessandogli di non essersi mai fidato di lei, inoltre, affermò che i Loa gli avevano concesso una visione e sussurravano un nome. Alla fine prima di spirare Vol'jin elesse Sylvanas come sua sostituto, divenendo capoguerra dell'Orda. Al funerale di Vol'jin, Sylvanas si rivolse ai suoi nuovi soldati esortandoli alla vendetta per il loro defunto capoguerra.
(Sylvanas ai soldati dell'Orda, durante il funerale di Vol'jin)

## Aspetto fisico
Da viva, Sylvanas era molto bella: aveva capelli biondo dorato e, come tutti gli alti elfi, pelle color pesca. Gli occhi, a seconda delle fonti, vengono descritti come blu o grigi.
Appena resuscitata come banshee, Sylvanas non era altro che uno spirito incorporeo e fluttuante; quando ebbe recuperato il suo corpo mortale, i capelli erano scuri con alcune striature bianche, la pelle era diventata di un pallido grigio-azzurro perlaceo, mentre gli occhi risplendevano di un rosso scarlatto. Stranamente, il corpo non reca alcuna cicatrice dovuta alle torture subite, tuttavia la sua pelle è secca e squamata e, in punti come intorno alla bocca, si crepa e cade ad ogni movimento.
La sua voce viene descritta come, al contempo, gelida e musicale. Alcune fonti, inoltre, riportano che la luce, nello spazio occupato da Sylvanas, sembra come calare.
Nei videogiochi, per Sylvanas sono stati usati svariati modelli. In Warcraft III: Reign of Chaos, da viva, utilizzava lo stesso modello di Shandris Piumaluna con una differente texture, sul quale si basano tutte le descrizioni di lei in vita fatte successivamente; da non morta riutilizzava il modello delle banshee. In The Frozen Throne venne nuovamente re-texturizzato il modello di Shandris, creando quello da Ranger Oscura, che anche in questo caso divenne la base delle rappresentazioni seguenti. All'uscita di World of Warcraft, Sylvanas utilizzava il modello di un'elfa della notte alta e dalla pelle chiara, solo vagamente somigliante al suo aspetto in The Frozen Throne; esso venne brevemente sostituito con quello di un'elfa del sangue dalla texture modificata durante la beta di Wrath of the Lich King, e con la patch 3.0.2 venne creato il modello definitivo, basato chiaramente e più fedelmente su quello di The Frozen Throne. Nell'espansione Legion vengono aggiunte delle protezioni di cuoio sul torso e sulle braccia.

## Personalità
Da viva, Sylvanas aveva una personalità estremamente decisa ed ostinata, e in guerra ragionava freddamente, non esitando a sacrificare dei guerrieri se ciò si rivelava necessario - attitudine che avrebbe conservato anche da non morta. A livello personale era piuttosto vanitosa. Dopo la morte, Sylvanas fu uno dei pochi servitori di Arthas a mantenere intatta la propria volontà, anche se era costretta ad obbedire al suo padrone. Sebbene odiasse Arthas più di ogni altra cosa, imparò a stare ben attenta a non farlo trapelare. Inoltre, tempo dopo essere diventata una banshee, come quasi tutti i non morti, Sylvanas prese ad odiare ferocemente anche i vivi.
Col tempo, il comportamento di Sylvanas è cambiato, tanto che alcuni dei primi Reietti sono arrivati a considerarla "non più sé stessa". Molti degli alleati di Sylvanas nutrono seri dubbi sulla sua reale lealtà. Anche se Sylvanas si professa continuamente fedele all'Orda, è ben noto che persegue prima di tutto i suoi fini, e non esita a ricattare e minacciare i suoi alleati se con questo può ottenere dei risultati. Nonostante il Capoguerra Malogrido avesse proibito tanto l'uso della nuova piaga per combattere l'Alleanza, quanto l'uso delle val'kyr per formare nuovi Reietti, quando non controllata Sylvanas proseguiva in entrambe le cose senza rimorso; ha inoltre dato prova, in almeno un caso, di voler ridurre forzatamente alla più cieca obbedienza un suo sottoposto. Avendone già fatto esperienza, Sylvanas è terrorizzata da quello che la attende dopo la morte.
A suo dire, Sylvanas considera sua sorella Alleria (dispersa nelle Terre Esterne) un ricordo ormai defunto, tuttavia rimase visibilmente turbata quando le venne riportato un medaglione che Alleria le aveva regalato in vita; è ignoto invece quale sia il suo pensiero riguardo alla sua sorella minore, Vereesa, ancora vivente. Riguardo agli altri leader dell'Orda, Sylvanas disprezza fortemente il Capoguerra, Garrosh, pur stando attenta a non farlo trapelare troppo. Sembra invece considerarsi amica e alleata di Lor'themar Theron e degli elfi del sangue, e disposta a collaborare volentieri con loro, anche se anche in questo caso i suoi interessi vengono prima di tutto. Sebbene ammiri Vol'jin per aver orchestrato la caduta di Garrosh e per essersi dimostrato "impossibile da uccidere", Sylvanas ha anche affermato di "non aver intenzione di prendere ordini da un troll".

### Poteri e caratteristiche
Come tutte le banshee, Sylvanas è uno spirito incorporeo, che può prendere possesso di un corpo (sia vivente che morto che non morto), che in questo caso si tratta di quello che le era realmente appartenuto in passato; all'occorrenza, Sylvanas potrebbe rimanere in forma incorporea, tuttavia preferisce utilizzare sempre la forma corporea. In quanto banshee, Sylvanas ha anche il potere di lanciare delle grida aventi vari effetti: privare i nemici della parola, indebolirli, causargli dolore fisico e finanche far sanguinare le orecchie e spezzare le armature e le ossa, mentre possono invece aumentare la potenza dei suoi alleati.
È inoltre un'arciera eccellente, e il suo corpo fisico è quasi indistruttibile, vulnerabile a pochissime cose (fra le quali, ad esempio, la saronite). Da dopo la caduta del Re dei Lich, la vita di Sylvanas è strettamente legata a quella delle sue val'kyr, grazie alle quali può rimanere nel mondo dei vivi.

## Lament of the Highborne
Sylvanas è l'interprete fittizia di Lament of the Highborne, una canzone commemorativa che parla dello sterminio degli alti elfi e della caduta della loro patria per mano del Flagello; il testo è in thalassiano, la lingua degli alti elfi, ma esistono traduzioni nelle varie lingue in cui è disponibile World of Warcraft. La canzone, che è in realtà interpretata da Vangie Gunn, è stata composta da Derek Duke e Russell Brower e prodotta da Blizzard Entertainment nel 2007; successivamente è stato prodotto anche un video musicale che la accompagna, realizzato in machinima. In World of Warcraft può essere ascoltata al termine di due missioni, Journey to Undercity e Cities in Dust.